# Spencer Mbadu
Spencer Mbadu (* 1955 in Kensington, Kapstadt; † 6. September 2023) war ein südafrikanischer Fusion- und Jazzmusiker (E-Bass, Arrangement).

## Leben und Wirken
Mbadu wuchs seit 1958 in Nyanga West auf und erhielt als Kind erste musikalische Unterweisungen im Chor und auf der Harfe, die seine Großmutter in der Kirche spielte. Als Teenager spielte er in einer Rockband in der Township, bevor er auf die Bassgitarre wechselte. 1977 spielte er in der Band Skyf mit Winston Mankunku, Roger Khoza, Windsor Ngabeni und Robert Sithole. Auch später spielte er mit Mankuku, aber auch in Bands mit Khader Kahn, Russell Herman, Kevin Humbles, Tony Cedras, Bheki Mseleku, Archie Fisher oder dem Sänger Steven Erasmus.
1981 wechselte Mbadu für Sipho Gumede in die Afrojazz-Band Spirits Rejoice ein, wo er mit Mervyn Africa, Paul Petersen, Gilbert Matthews sowie den Bläsern Robbie Jansen, Duke Makasi, Thabo Mashishi und George Tyefumani auftrat, war aber auch in der Popband Joy aktiv. Mitte der 1980er Jahre war er zunächst Mitglied der Fusionband McCoy (mit Victor Khula und Percy Kunene), um dann zu Workforce zu wechseln, wo er mit Robbie Jansen, Denver Furness, Chris Schilder und Stompie Manana wirkte. Als Studiomusiker arbeitete er für das Label Nkomo und mit der Bigband Chorimba von Duke und Ezra Ngcukana. 1991 ging er mit Abdullah Ibrahim auf Europatournee, um dann mit den Gruppen von Mankunku Ngozi und Ezra Ngcukana aufzutreten.
Im Projekt 46664 war er mit Queen und Bono auf Tournee und im Studio. Weiterhin gehörte er zur Cape Jazz Band um Schlagzeuger Jack Momple, mit der das Album Musical Democracy entstand.
Mbadu war auch als Musikpädagoge aktiv, insbesondere bei Musical Action for People’s Power und im Jazz Workshop. Er verstarb am 6. September 2023.

## Diskographische Hinweise
- Hotep Idris Galeta: Heading Home (Sun 1990, mit Makhaya Mahlangu, Monty Weber)
- Abdullah Ibrahim:  Mantra Mode (Enja 1991, mit Johnny Mekoa, Basil Coetzee, Robbie Jansen, Errol Dyers, Monty Weber)
- Various Artists: 46664 Pt. 1-3 (Warner 2004)
- Cape Jazz Band: Musical Democracy (Mountain Records 2013)